# Hylodes asper
Espèce
Synonymes
- Elosia aspera Müller, 1924

Statut de conservation UICN

 LC  : Préoccupation mineure
Hylodes asper est une espèce d'amphibiens de la famille des Hylodidae.

## Répartition
Cette espèce est endémique du Sud-Est du Brésil. Elle se rencontre le long de la côte atlantique dans les États de Rio de Janeiro et São Paulo.

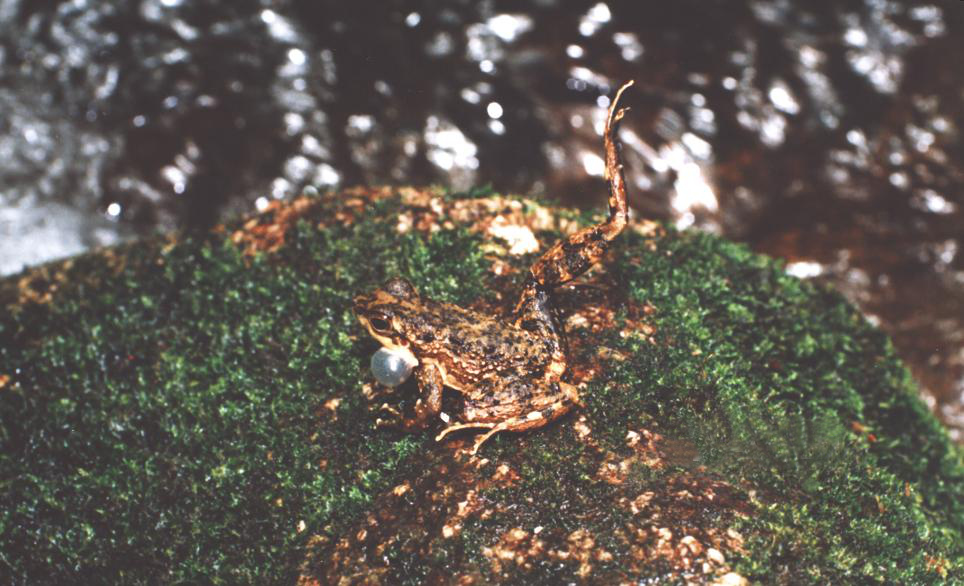
Hylodes asper

## Publication originale
- Müller, 1924 : Neue Batrachier aus Ost-Brasilien. Senckenbergiana, vol. 6, no 5/6, p. 169-177.